# Borrelbuis
De borrelbuis is een instrument dat gebruikt wordt om niveaus te meten in bijvoorbeeld de procesindustrie. De buis is ondergedompeld in vloeistof, en de druk die nodig is om de buis te laten "borrelen" is een indicatie voor de vloeistofhoogte. Dit is afhankelijk van de soortelijke massa van de vloeistof.
Dit is een indirecte meting, want er bestaat een verband tussen het niveau en een andere grootheid. 
Bij de borrelbuis is dat de druk. De druk is een maat voor het gemeten niveau.
Principe:
Bij deze niveaumeting wordt de totale hydrostatische druk onder in een tank gemeten door een dunne buis in de vloeistof aan te brengen en hier juist zoveel luchtdruk op te zetten dat de vloeistofkolom in de buis weggedrukt wordt en er luchtbellen ontstaan. De nu in de buis heersende luchtdruk is gelijk aan de druk van de vloeistofkolom. Deze druk kan gemeten worden met een drukopnemer die de druk omzet in een elektrisch signaal.